# 畑井小虎
畑井 小虎（はたい ことら、1909年7月22日 - 1977年9月12日）は、日本の古生物学者である。東北大学名誉教授。貝類や腕足類の生物学および古生物学に関する研究で知られる。

## 経歴
出生から修学期
1909年、動物生理学者で、ペンシルベニア大学ウィスター研究所教授を務めた畑井新喜司の次男として、ペンシルベニア州Ridely Park で生まれた。東北帝国大学に入学し、入学時より父親の創立した東北大学浅虫臨海実験所(現在の浅虫海洋生物学研究センター)などで貝類や腕足類の生物学および古生物学に関する研究をした。
古生物学研究者として
1948年、学位論文『日本新生代腕足類の研究』を東北大学に提出して理学博士号を取得。 1951年、東北大学助教授となり、1952年に教授昇格。在任中は、数年間東京教育大学教授も兼任した。1973年から仙台市の斎藤報恩会自然史博物館館長を務めた。
学界では1967年に堆積地質学会(SEPM)の名誉会員に選ばれた。1977年に死去。死去と同時に正四位に叙された。

## 受賞・栄典
- 1977年：叙正四位、叙勲三等授瑞宝章。

## 研究内容・業績
1940年の "Cenozoic Brachiopoda from Japan"（「日本産新生代腕足類化石」）で知られる。

## 家族・親族
- 父：畑井新喜司は動物生理学者。

## 著作
著書
- 『南洋群島産現棲貝類』南洋庁熱帯産業研究所 1941

論文
- nkysdb: 畑井 小虎（なかよし論文データベース）